# La Vanguardia (Argentina)
La Vanguardia è un periodico argentino fondato nel 1894. È l'organo di stampa ufficiale del Partito Socialista.

## Storia

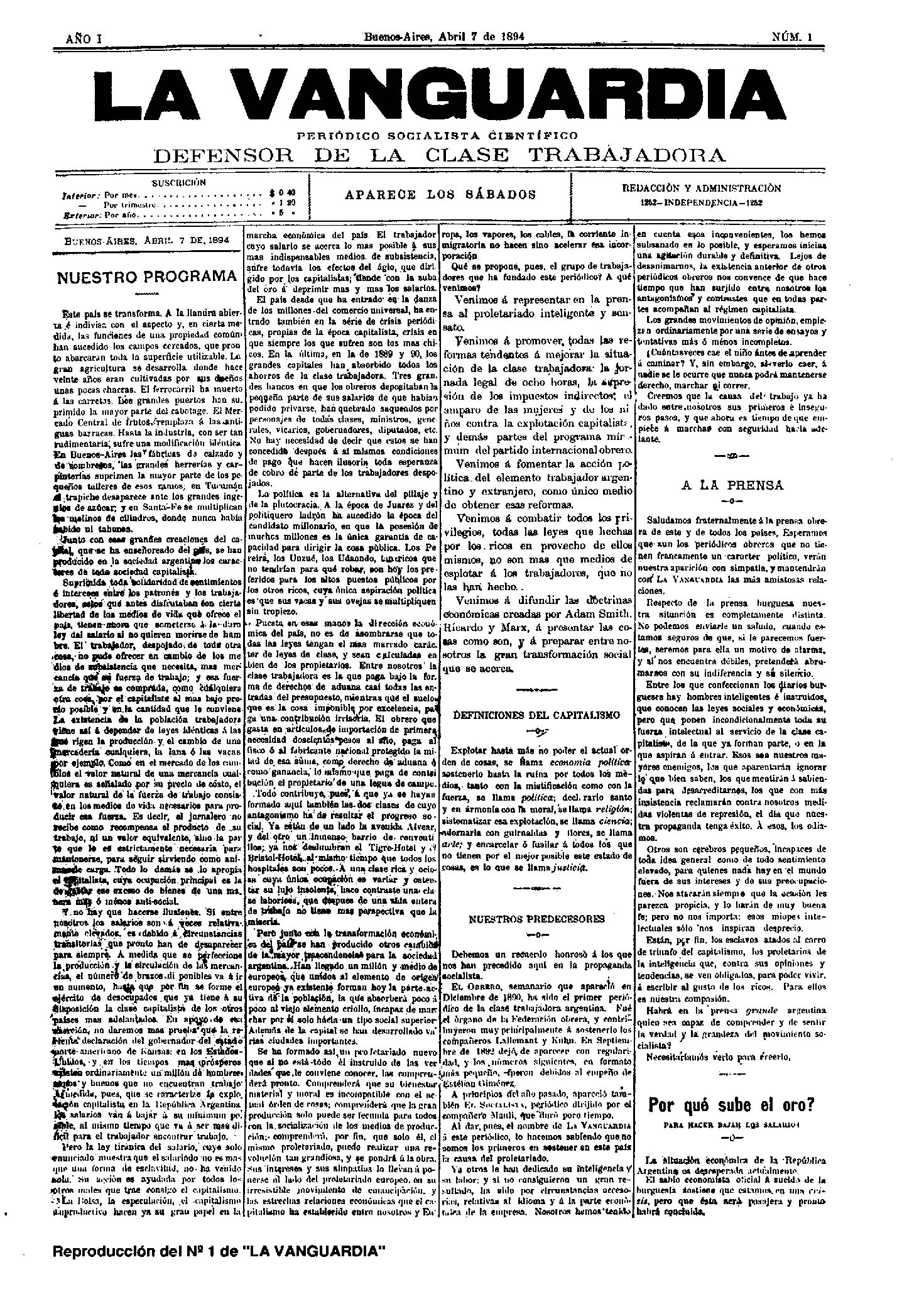
Il primo numero de La Vanguardia del 7 aprile 1894.

Il 2 agosto 1903 comparve sul quotidiano La Prensa il seguente appello:
All'incontro però si presentarono solamente i quattro organizzatori: Esteban Jiménez, Augusto Kuhn, Isidro Salomó e Juan Fernández. Quando stavano per abbandonare il ritrovo si presentò un giovane medico, Juan B. Justo.
Nei mesi successivi Kuhn donò 300 pesos e Justo vendette l'automobile che usava per le visite mediche per allestire la redazione che avrebbe operato nella casa dello stesso Kuhn. Il giornale uscì per la prima volta il 7 aprile 1894. I primi socialisti che scrissero La Vanguardia non erano solo redattori, ma piegavano i quattro fogli del giornale, fungevano da tipografi, confezionavano e consegnavano i pacchi ai punti di distribuzione. Il nome La Vanguardia, secondo varie testimonianze, fu proposto da Justo, in onore del fortino situato a Tapalqué, che amava visitare a cavallo con suo padre. Nei suoi primi anni di vita, i contributi finanziari di Juan B. Justo si rivelarono essenziali per garantire la continuità del giornale. In seguito al Congresso Costituente del 1896, divenne l'organo di stampa ufficiale del neocostituito Partito Socialista Operaio Argentino. La Vanguardia cambiò anche il suo motto: da "Periódico Socialista Científico" a "Órgano Central del Partido Socialista Obrero".
La Vanguardia, come La Prensa o La Nación, voleva occupare un posto centrale nel dibattito politico degli argentini. A tal fine, oltre a esprimere le idee, le azioni e le proposte del Partito, iniziò a pubblicare articoli su questioni sociali e culturali. Il giornale discuteva sulla difesa dell'istruzione laica, sulla riforma universitaria e inseriva nelle sue pagine illustrazioni umoristiche. Oltre ad inserire pubblicità di medici, avvocati, insegnanti che offrivano i loro servizi, vennero pubblicizzate aziende poco compatibili con le idee socialiste come Esso, Shell, Loma Negra, Bagley, Terrabusi, Nestlé. Grazie anche a questi introiti, oltre alle sottoscrizioni dei lettori, il giornale poté uscire con regolarità. 
Con il passare degli anni, e grazie ad una maggiore disponibilità finanziaria, verso la fine dell'ultimo decennio del XIX secolo il giornale si poté dotare di una sede propria al 2070 di calle Mexico, presso la Casa del Pueblo. 
Durante la presidenza di Julio Argentino Roca e nel contesto di grandi scioperi operai, La Vanguardia fu chiusa per la prima volta. Ne seguirono altre cinque fino al 1905. In quello stesso anno La Vanguardia iniziò ad uscire come quotidiano. Nel 1909, in seguito all'assassinio del capo della polizia, Ramón Falcón, e dopo la furiosa repressione della manifestazione operaia del 1º maggio, fu nuovamente chiusa. In occasione del centenario della Rivoluzione di Maggio poi, alcuni giovani nazionalisti ne incendiarono la tipografia.
Durante i governi radicali, il giornale circolò normalmente nonostante le aspre critiche rivolte al presidente Hipólito Irigoyen sulle sue colonne. Tuttavia, non appoggiò mai il colpo di Stato guidato dal generale José F. Uriburu. Con l'inizio del decennio infame il giornale fu costretto a chiudere.
Nel gennaio 1945 uscì nuovamente come settimanale, diventando il mezzo di comunicazione più critico nei confronti del governo de facto del generale Farrell, e di quello di Juan Domingo Perón, descritto come fascista e demagogo.
Nel 1958 il Socialismo argentino fu scosso da un'importante scissione. In quell'anno infatti nacquero il Partito Socialista Argentino (Alfredo Palacios, Alicia Moreau de Justo, José Luis Romero, tra gli altri) e il Partito Socialista Democratico (Nicolás Repetto, Juan A. Solari, tra gli altri). La Vanguardia, diretta da Palacios e Moreau de Justo, militante femminista e moglie di Juan B. Justo, divenne quindi l'organo di stampa del Partido Socialista Argentino. Dal canto suo il Partito Socialista Democratico iniziò a pubblicare il giornale Nuevas Bases, diretto da Américo Ghioldi. Nel 2002 il Partito Socialista si è unificato nuovamente.